# Vertikális kör
A vertikális kör a csillagászatban a zeniten és a nadíron áthaladó kör, ami merőleges a horizontra.
A vertikális kör meridián néven is ismert. A horizontális koordináta-rendszer része.